# Лада самара
Лада самара је аутомобил руске производње, плод фирме АвтоВАЗ који се производио од 1984. до 2004. године. Бренд "самара" користио се за возила која су извожена из Русије (бившег Совјетског Савеза), док се на територији Совјетског Савеза звао "спутник". Самара је модел који је прављен после легендарног модела "рива" или „стандард“, а требало је да настави традицију која су возила руске производње имала на југословенском и српском тржишту - робусност, једноставност одржавања, али и ниска набавна цена.
Самара је произведена у четири верзије и две специјалне верзије, од које су три основне верзије биле продаване на југословенском тржишту. Најпопуларнији су били хечбек (hatchback) модели са троје (ВАЗ-2108) и петоро (ВАЗ-2109) врата да би се касније појавила и седан верзија са четворо врата (ВАЗ-21099). Модел са троје врата био је први модел самаре, док се модел са петоро врата почео производити 1987. године, а седан модел са четворо врата од 1990. Капацитети мотора варирали су од 1300 (ВАЗ-2108) до 1500 (ВАЗ-21083) кубика, док су се на руском тржишту могли наћи и верзије са 1100 кубика (ВАЗ- 2108) и са 1600 кубика (ВАЗ-21084). Самара је био први модел фабрике АвтоВАЗ, са којом се ова фабрика надала да ће успешно да се такмичи на западноевропском тржишту. Иако је имала поприлично ограничен успех на западноевропском, на домаћем тржишту модел самара је био поприлично популаран, а и данас се могу видети примерци у изузетно очуваном стању.
Име „самара“ овом моделу потиче од имена града или области Самара у Русији, у оквиру федералне јединице Волга. Оригиналан назив „спутник“ био је популаран и на домаћем тржишту, чак се веровало да су модели са ћириличном ознаком „спутник“ били квалитетније израде од примерака са ознаком „самара“, иако је то био чисто трач. Самара се на домаћем тржишту врло успешно продавала, пошто је Лада била аутомобил који се могао купити за релативно мало новца а имао је велик пртљажник, могао је добро да „повуче“ и служио је за разне сврхе, чак су одређени примерци виђени да користе за превожење кабастих и врло тешких терета. Због тадашње власти у Југославији и Совјетском Савезу, Лада је била врло популаран аутомобил, и одређено време самара се склапала у крагујевачкој фабрици Застава. У суштини, из Совјетског Савеза су стизали скоро комплетирани модели, док су се у Застави монтирали точкови са пнеуматицима домаће производње, као и још неки елементи. Стога се у саобраћајној дозволи одомаћио апсурд да пише да је за самару у ствари произвођач Застава а да се модел зове Лада самара.
Самара је била позната по издржљивости мотора а нарочито мењача који је пројектован и конструисан заједно са познатим немачким произвођачем аутомобила Порше. Мотори од 1500 кубика су изузетно издржљиви и са редовним одржавањем власнику могу пружити доста пређених километра, а мотори од 1300 кубика су имали карактеристику да приликом пуцања зупчастог каиша редовно криве вентиле за усисавање и издувавање смеше у цилиндар. Ипак и поред добре издржљивости мотора и мењача, као и доњег построја возила, модел самара патио је од лоше каросерије и због чињенице да она није поцинкована често су трулили делови око задњих рубова, али неретко и комплетна трећа / пета врата, кадице бочних врата, кошеви точкова и доњи делови стубова ветробрана. Самара је такође аутомобил код којег се због лоше позиције осигурачке табле, електроника знала често кварити. Рецимо, због влаге и продирања воде у осигурачку таблу, или због влажења контаката на задњим светлима, возачу иза би се приказивали тотално побркани сигнали од оних које је возач самаре приказивао. Рецимо, стискањем кочнице и укључивањем показивача правца, оба сигнална појма би трептала - за кочницу али и за скретање.
У Финској, у фабрици Valmet Automotive у граду Uusikaupunki се склапао посебан модел под називом „Лада самара балтик“ (Lada Samara Baltic) који се могао наћи са моторима од 1300 и 1500 кубика и са директним убризгавањем горива. Такође, у Финској су се могли наћи и модели који су из фабрике излазили са фабрички дограђеним спојлерима и додацима на браницима, фаровима за маглу и још којим додатком. Такође, каросерија је код ових модела била поцинкована и доста издржљивија на корозију.
Након 1997. године, у већини земаља западне Европе продаја модела самара је престала, док се на југословенском тржишту могу наћи изузетно ретки примерци до 1999. годишта. Самара је додуше наставила да се продаје у матичној земљи као и на неким тржиштима са слабијим законима о емисија гасова.
Наследник Ладе самаре није се могао набавити на домаћем тржишту иако постоји под именом Лада самара 2. Фабричке ознаке ових модела са троје, петоро и четворо врата су: ВАЗ-2119 (од 2002. године), ВАЗ-2114 (од 2001) и ВАЗ-2115 (од 1997). Код ових модела знатно је измењена предња група фарова, фабрички су измењени браници и додате сукњице на праговима и промењена је комплетна унутрашњост командне табле. Ови модели били су произведени само са моторима са директним убризгавањем горива, али и даље нису испуњавали норме о емисији издувних гасова у западној Европи.

## Технички детаљи
Опште информације
- Класа возила: лимузина, хечбек или седан

Тип мотора
- Ознака мотора: ВАЗ 21081, ВАЗ 2108, ВАЗ 21083, ВАЗ 21084; ВАЗ 415 (ванкел мотор)
- Запремина мотора (cm³): 1100, 1288, 1500, 1568; 2x654 за Ванкел мотор
- Унутрашњи пречник цилиндра (mm): 76.0, 76.0, 82.0, 82.0
- Празан ход (mm): 60.6, 71.0, 71.0, 74.2
- Степен компресије: 9.0 :1, 9.8:1, 9.8:1, 9,8:1
- Систем напајања горивом: двогрли (2 грла) карбуратор или вишестепени електрични систем убризгавања горива
- Препоручено гориво: Безоловни за моторе се директним убризгавањем горива, 95 Октана за карбураторске

Систем преноса снаге
- Конфигурација :
- Мотор смештен напред / Предња вуча
- Преносни систем, мењач:
- 4 или 5 брзина за ход напред, синхронизовано, 1 ход уназад (четворостепени мењач је коришћен у првим верзијама модела)

Шасија
- Тип:
  - 3-врата хечбек (VAZ 2108), 5-врата хечбек (VAZ 2109), 4-врата седан (VAZ 21099). Каснија рестилизација свих модела самара донела је и нове ознаке: 3-врата хечбек (VAZ 2113), 5-врата хечбек (VAZ 2114), 4-врата седан (VAZ 2115). Постоје разне специјалне и комерцијалне верзије модела самара.
  - Огибљење (Напред) :
  - MacPherson по дијагонали са завојном опругом
  - Огибљење (Позади) :
    - Уздужна рамена и укрштене руде са завојном опругом

  - Управљање (Тип) :
    - Назубљена летва

  - Кочнице (Тип) :
    - Са серво управљањем

  - Brakes (Напред) :
    - Диск

  - Brakes (Позади) :
    - Добош

  - Точкови (Величина) :
    - 13 - 15 "

  - Пнеуматици (Тип) :
    - Радијални
- Пнеуматици (Величина) :
  - 165/70x13